# Juglans sigillata
Juglans sigillata — вид рослин з роду горіх (Juglans).

## Опис
Дерева до 25 метрів заввишки. Черешок завдовжки від 7 до 12,5 см, голий. Стовбур голий. Листкова пластинка яйцеподібно-ланцетна або еліптично-ланцетна, від 6 до 18 см завдовжки та від 3 до 8 см завширшки, основа коса, верхівка загострена. Тичинок від 24 до 27. Плодовий колос з 1—3 горішками. Горішки яйцеподібно-кулясті або майже кулясті, розміром від 3,4 до 6 см завдовжки та від 3 до 5 см завширшки, шкаралупа товста, гладка з 2 або більше виступаючими гребенями та глибокими ямками та заглибленнями. Цвіте з березня по квітень. Плодоносить у вересні.

## Поширення
Вид є ендемічним для штату Ассам (Індія), Бутану та Китаю (регіони: Гуйчжоу, Сичуань, Південно-Східний Сіцзан, Юньнань).

## Ріст
Рослина зростає в лісах, у долинах та на гірських схилах, на висоті від 1300 до 3300 метрів над рівнем моря.
Juglans sigillata виробляє хімічні речовини, які можуть пригнічувати ріст інших рослин. Ці хімічні речовини розчиняються з листя під час дощу та змиваються на землю, зменшуючи ріст рослин під деревом.

## Використання
Насіння споживають в їжу, сирим або вареним. Також з насіння роблять олію. Деревина горіха якісна й використовується в промислових масштабах.